# Thimphu
Thimphu (tibetansk skrift: ཐིམ་ཕུག, dzongkha: ཐིམ་ཕུ།) är huvudstad och största stad i Bhutan. Staden, som ligger i Bhutans väst-centrala delar, har cirka 90 000 invånare. Thimphu är även huvudorten för ett av landets 20 distrikt (dzongkhag), med samma namn som staden. Staden blev Bhutans huvudstad 1961. 2005 hade den 79 185 invånare, och 98 676 invånare i hela distriktet. Staden anlades på 1950-talet vid den klosterborg som varit härskarens sommarresidens sedan 1641. Staden ersatte 1961 Punakha som huvudstad i landet.

## Läge, ekonomi och kultur
Omkring staden ligger terrassodlingar och skog. Den är landets handelscentrum och viss livsmedelsindustri förekommer i staden. Den går i nord-sydlig riktning i den västra delen av den dal som skapas av floden Wang Chuu. Staden ligger på en höjd mellan 2 248 meter och 2 648 meter. Thimphu är en av få huvudstäder som inte har en flygplats. Närmaste flygplats är Paros flygplats i Paro, 54 kilometer iväg från staden.
Thimphu innehåller de flesta viktiga politiska byggnaderna i Bhutan, som nationalförsamlingen till den nyskapade parlamentariska demokratin och palatset Dechencholing, som är kungens officiella residens, norr om staden. Som en storstad och huvudstad koordineras Thimphu av en strukturplan och utvecklingsplan som utformades 1998 med målet att skydda dalens ömtåliga ekologi. Denna utveckling pågår med finansiell assistans från Världsbanken och den Asiatiska utvecklingsbanken. Regleringar säger att alla byggnader måste dekoreras på klassiskt buddhistiskt vis.
Bhutans kultur reflekteras i Thimphu sett till litteraturen, religionen, sederna och den nationella klädkoden, klostrens vanor, musiken, dansen och media. Festivalen Tsechu är en viktig festival där maskdanser, kända som Cham-danser, utförs på gårdsplanen till Tashichoedzong i Thimphu. Det är en fyradagarsfestival som hålls varje år i september-oktober, på datum som överensstämmer med den bhutanesiska kalendern. Thimphu är den enda i huvudstaden i världen som saknar trafikljus.

## Historia

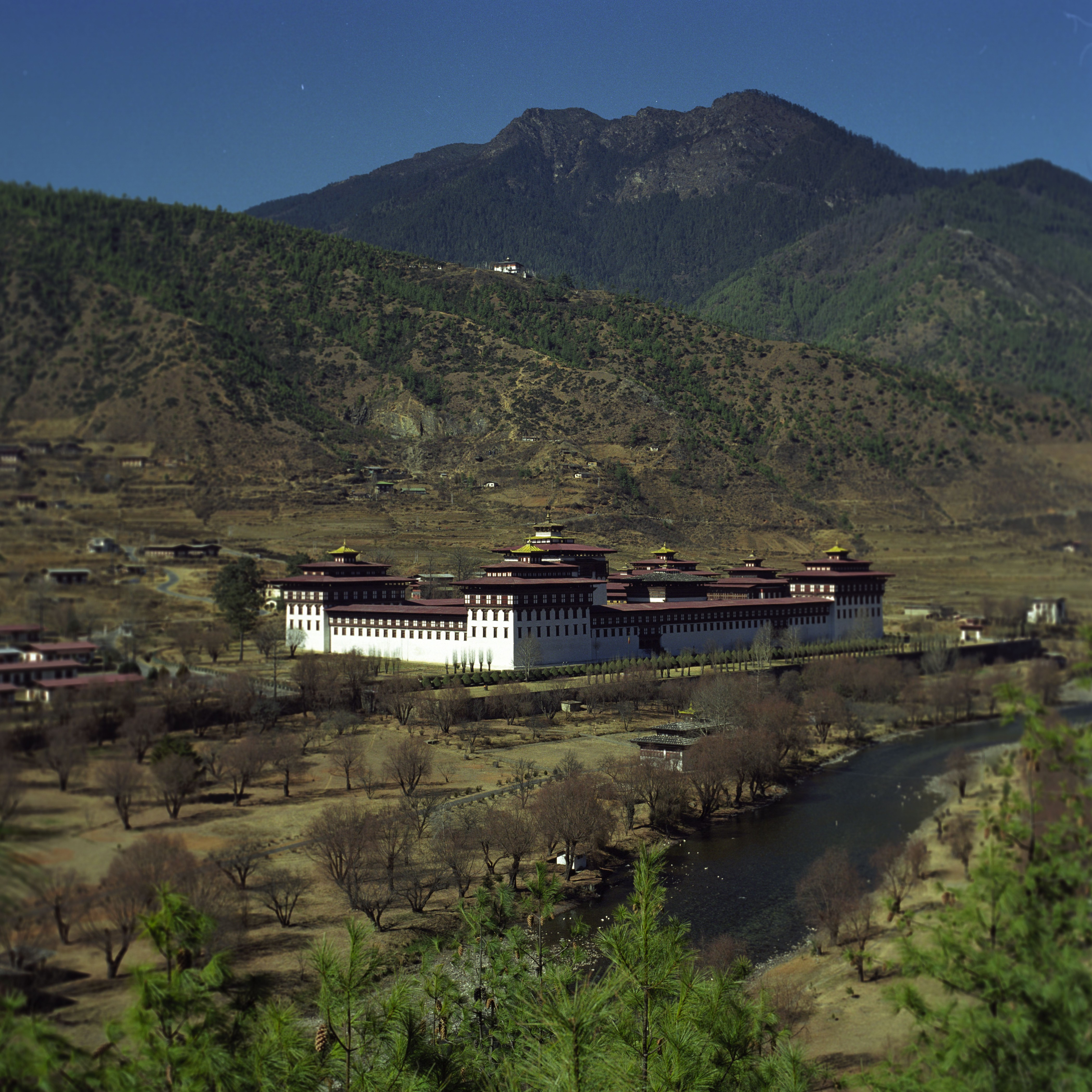
Utsikt över Tashichoedzong i Thimphu. 1700-talsklostret, som ligger i stadens norra hörn, har varit den bhutanesiska regeringens säte sedan 1952.

Före 1960 bestod Thimphu av ett antal små samhällen som låg utspridda i dalen, såsom Motithang, Changangkha, Changlimithang, Langchupakha, och Taba. Några av dessa utgör idag egna distrikt i staden. 1885 stod ett slag i det som nu är idrottsplanen i Changlimithang. Det avgörande slaget öppnade vägen för Ugyen Wangchuck, den första kungen i Bhutan som lyckades att få faktisk kontroll över hela landet. Sedan dess har sportplanen varit av stor betydelse för staden och fotboll, cricket och bågskyttetävlingar äger rum där. Den moderna Changlimithang-stadion byggdes på platsen år 1974.
Under Wangchu-dynastin var det fred i landet, och man gjorde framsteg under flera på varandra följande reformistiska monarker. Den tredje kungen, Jigme Dorji Wangchuck, reformerade det gamla feodalliknande systemet genom att överge livegenskap, omfördela land och reformera skatterna. Han introducerade även många exekutiva, lagstiftande och domstolsreformer. Reformerna fortsatte och 1952 bestämde man att byta från den antika huvudstaden Punakha till Thimphu. Den fjärde kungen, Jigme Singye Wangchuck, öppnade landet för utveckling och Indien erbjöd de nödvändigheter som behövdes i processen, med finansiell och andra sorters assistans. 1961 blev Thimphu officiellt Bhutans huvudstad. Bhutan gick med i Colombo-planen 1962, Världspostföreningen 1969 och blev en medlem i Förenta nationerna 1971. Närvaron av olika diplomatiska och finansföretag i Thimphu resulterade i en snabb expansion av Thimphu som ett storstadsområde.

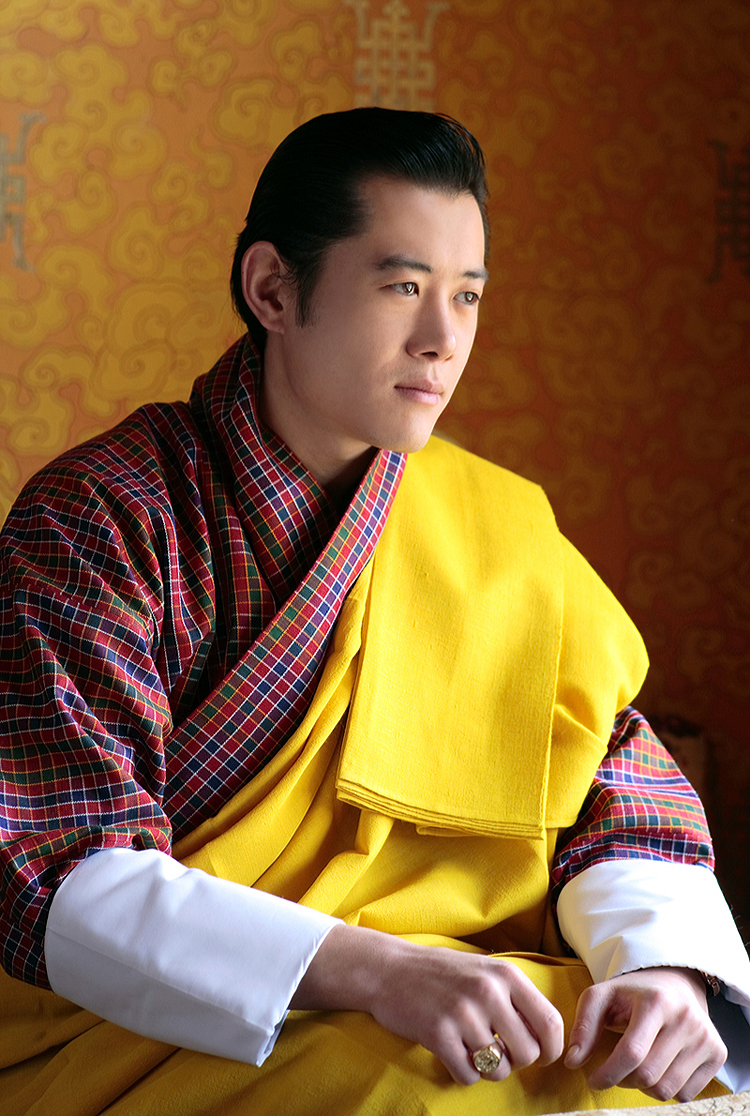
Den femte kungen av Wangchuck-dynastin i Bhutan – Jigme Khesar Namgyel Wangchuck

Den fjärde kungen, som hade etablerat Nationalförsamlingen 1953, överlät all exekutiv makt till ett ministerråd som valdes av folket 1998. Han införde ett valsystem som försvagade kungens makt och som stärkte parlamentets, vilket gjorde att de avsatte monarken. Det nationella konstitutionsutskottet i Thimphu började att formulera kungadömet Bhutans konstitution 2001. 2005 kungjorde den fjärde kungen av Bhutan sitt beslut att räcka över styret över hans kungadöme till sin son prins Jigme Khesar Namgyal Wangchuk. Kröningen av kungen hölls i Thimphu i den renoverade nationalstadion och sammanträffade med hundraårsdagen av etablerandet av Wangchuk-dynastin. 2008 ledde detta vägen till övergång från absolut monarkiskt styre till en parlamentarisk demokratisk konstitutionell monarki, där Thimphu utgjorde den nya regeringens högkvarter, med det nationellt definierade målet att nå "bruttonationallycka" som åtföljer tillväxten av bruttonationalprodukten (BNP).

## Ekonomi
Thimphu, som Bhutans politiska och ekonomiska centrum, har en dominerande jordbruks- och boskapsgrund, vilka utgör 45% av landets BNP. Turismen är, även om den bidrar till ekonomin, strängt reglerad, för att bibehålla en balans mellan det traditionella och utveckling och modernisering.
Thimphu har på senare år vuxit kraftigt på grund av ökande urbanisering och dess centrum har därför totalt byggts om, och även nya förstäder har byggts. Norzim Lam, stadens huvudgata, hyser många butiker, restauranger med mera. En marknad nära floden är plats för kött- och grönsakshandel, och de flesta av stadens industrier ligger söder om huvudbron.

## Klimat

### Klimattabell
|                            | Jan  | Feb  | Mar  | Apr  | Maj  | Jun  | Jul  | Aug  | Sep  | Okt  | Nov  | Dec  |
| -------------------------- | ---- | ---- | ---- | ---- | ---- | ---- | ---- | ---- | ---- | ---- | ---- | ---- |
| Högsta medeltemp.          | 12,3 | 14,4 | 16,4 | 20,0 | 22,5 | 24,4 | 18,9 | 25,0 | 23,1 | 21,9 | 17,9 | 14,5 |
| Lägsta medeltemp.          | −2,6 | 0,6  | 3,9  | 7,1  | 13,1 | 15,2 | 13,4 | 15,8 | 15,0 | 10,4 | 5,0  | −1,1 |
|                            |      |      |      |      |      |      |      |      |      |      |      |      |
| Källa: Nirvana Expeditions |      |      |      |      |      |      |      |      |      |      |      |      |